# Lucjan Jerzykiewicz
Lucjan B. Jerzykiewicz – polski chemik, dr hab. nauk chemicznych, adiunkt i prodziekan Wydziału Chemii Uniwersytetu Wrocławskiego.

## Życiorys
19 września 1995 obronił pracę doktorską Struktury krystaliczne fosfoglicerynianów, 7 lutego 2012 habilitował się na podstawie pracy zatytułowanej Krystalochemia wielordzeniowych związków kompleksowych manganu z funkcjonalizowanymi ligandami O,O-donorowymi. Pracował w Instytucie Chemii na Wydziale Matematyki, Fizyki i Chemii Uniwersytetu Wrocławskiego.
Piastuje stanowisko profesora na Wydziale Chemii Uniwersytetu Wrocławskiego.